# Міський стадіон (Катовиці)
Міськи́й стадіо́н Катови́ць, також відомий як «Арена Катовиці» — футбольний стадіон у Катовицях, розташований на вулиці Нова Букова, 1, у західному районі Заленська Галда-Бринів, поблизу автомагістралі А4. Він побудований у 2021—2025 роках і має місткість 15 048 місць.

## Проєкт
Плани будівництва нового муніципального стадіону в Катовицях, який з часом має замінити стадіон, розташований на вулиці Буковій, виникли через потребу модернізувати спортивну інфраструктуру та розвиток міста. На початку 2018 року влада Катовиць відмовилася від будівництва нового стадіону на місці чинного й оголосила конкурс на концепцію будівництва стадіону на новому місці — на перехресті вулиць Ф. Бохенського та Доброго Уробку. У червні 2018 року катовицьке відділення SARP оголосило результати цього конкурсу з містобудування та архітектури; перемогла концепція студії RS Architekci (яка проєктувала, зокрема, Національний стадіон у Варшаві), яка запропонувала стадіон на 15 000 місць з можливістю розширення до 20 000.
У 2020 році муніципалітет Катовиць оголосив відкритий тендер на виконання будівельних робіт першої черги міського стадіону, який складався зі спортивного комплексу з футбольним майданчиком, залом для волейболу, баскетболу та гандболу, а також футбольними тренувальними майданчиками. Обрали консорціум компаній на чолі з NDI та підписали контракт 31 серпня 2021 року.

## Будівництво стадіону

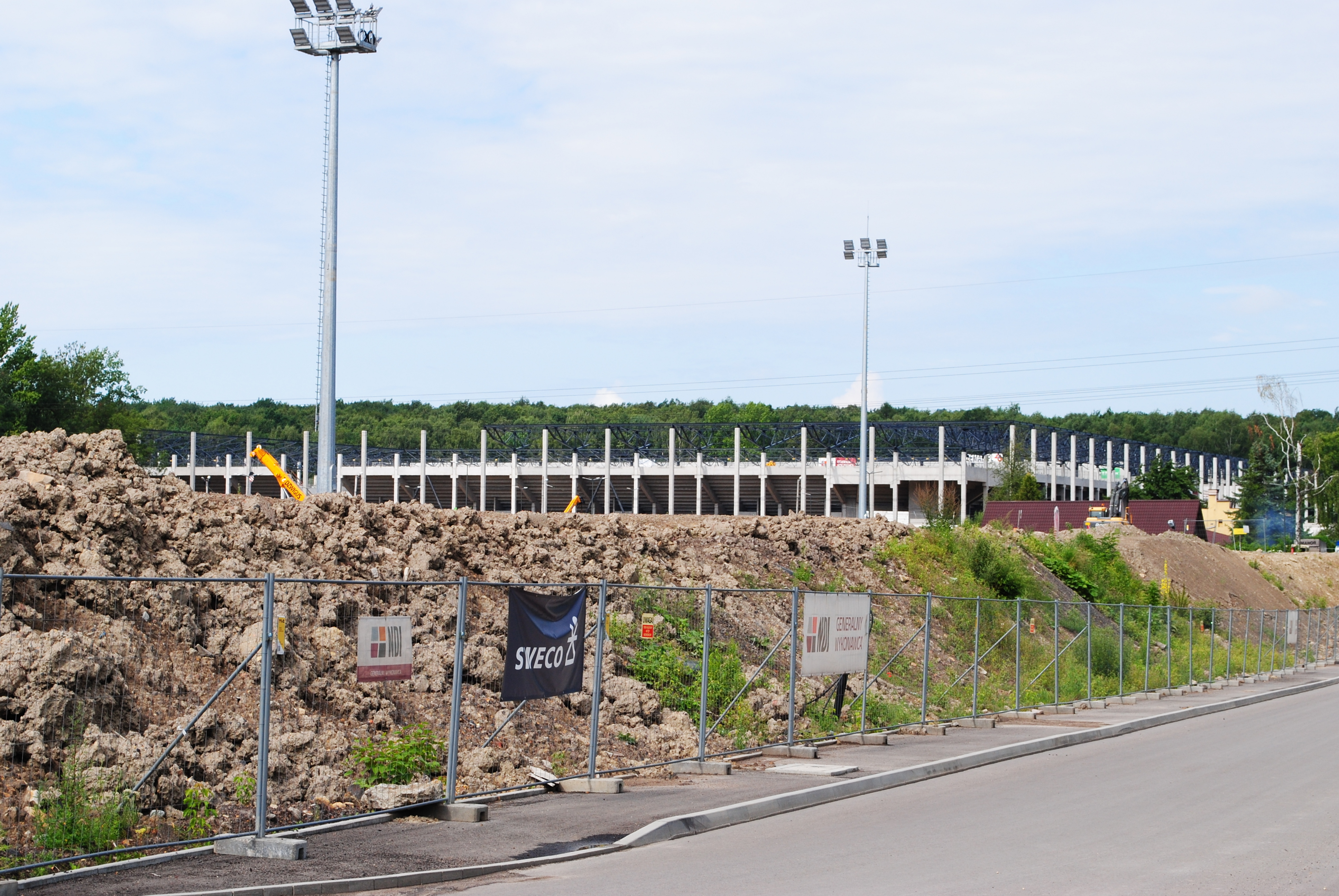
Стадіон у процесі будівництва (2023)

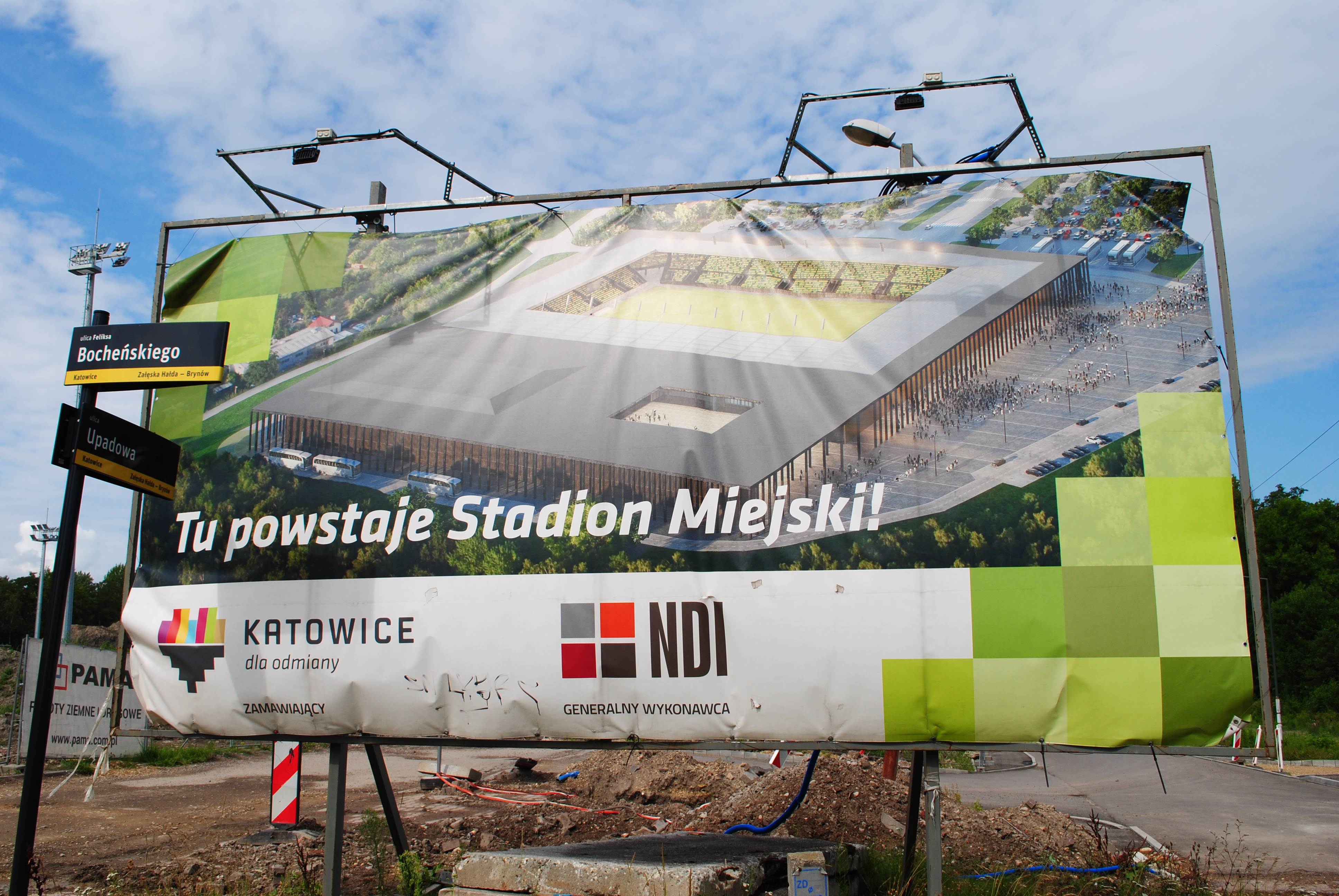
Банер із візуалізацією Міського стадіону в Катовицях (2023)

У жовтні 2021 року розпочалися підготовчі роботи до будівництва стадіону. Провели детальні геологічні й технічні дослідження для оцінки стану ґрунту та внесення коригувань до проєкту. Також провели роботи, пов'язані зі знесенням старих будівель і вирубкою зелених насаджень на майбутньому майданчику, а також підготовку майданчика, включно з вирівнюванням землі та розміткою основних зон для фундаментів.
У 2022 році розпочалося фактичне будівництво, починаючи із заливання фундаменту. Цей процес охоплював створення основи для всієї конструкції стадіону, включно з такими спорудами, як трибуни й допоміжна інфраструктура. Далі проводилися роботи над основною несучою конструкцією об'єкта. Почали зводити сталеву конструкцію, яка буде підтримувати трибуни та дах стадіону. Паралельно тривали роботи над дорожньою інфраструктурою, готуючи під'їзди до об'єкту.
У 2023 році основна увага була зосереджена на завершенні зведення металоконструкцій та встановленні даху стадіону.  Дах був спроєктований легким, але міцним, також враховуючи можливість встановлення сонячних панелей. Також розпочалися роботи над внутрішніми інсталяціями, в тому числі системами освітлення, вентиляції та звуку. Були завершені сантехнічні роботи та системи безпеки, необхідні для функціонування об'єкта на найвищому рівні. До кінця 2023 року будівництво всіх чотирьох трибун завершили.
У 2024 році завершилися оздоблювальні роботи. Монтаж трибун завершено (сидіння встановлені у червні), облаштовано роздягальні, технічні приміщення та медіапростір. Основна увага була зосереджена на завершенні озеленення та облаштування відкритих територій навколо стадіону, в тому числі парковок та під'їзних шляхів. Також протестували системи освітлення, звуку та безпеки. 15 жовтня 2024 року відбулося символічне відкриття стадіону.
Стадіон відкрили 30 березня 2025 року, тоді відбувся матч чемпіонату між командами ГКС (Катовиці) та «Гурнік» (Забже), який ГКС виграв з рахунком 2:1.

## Особливості

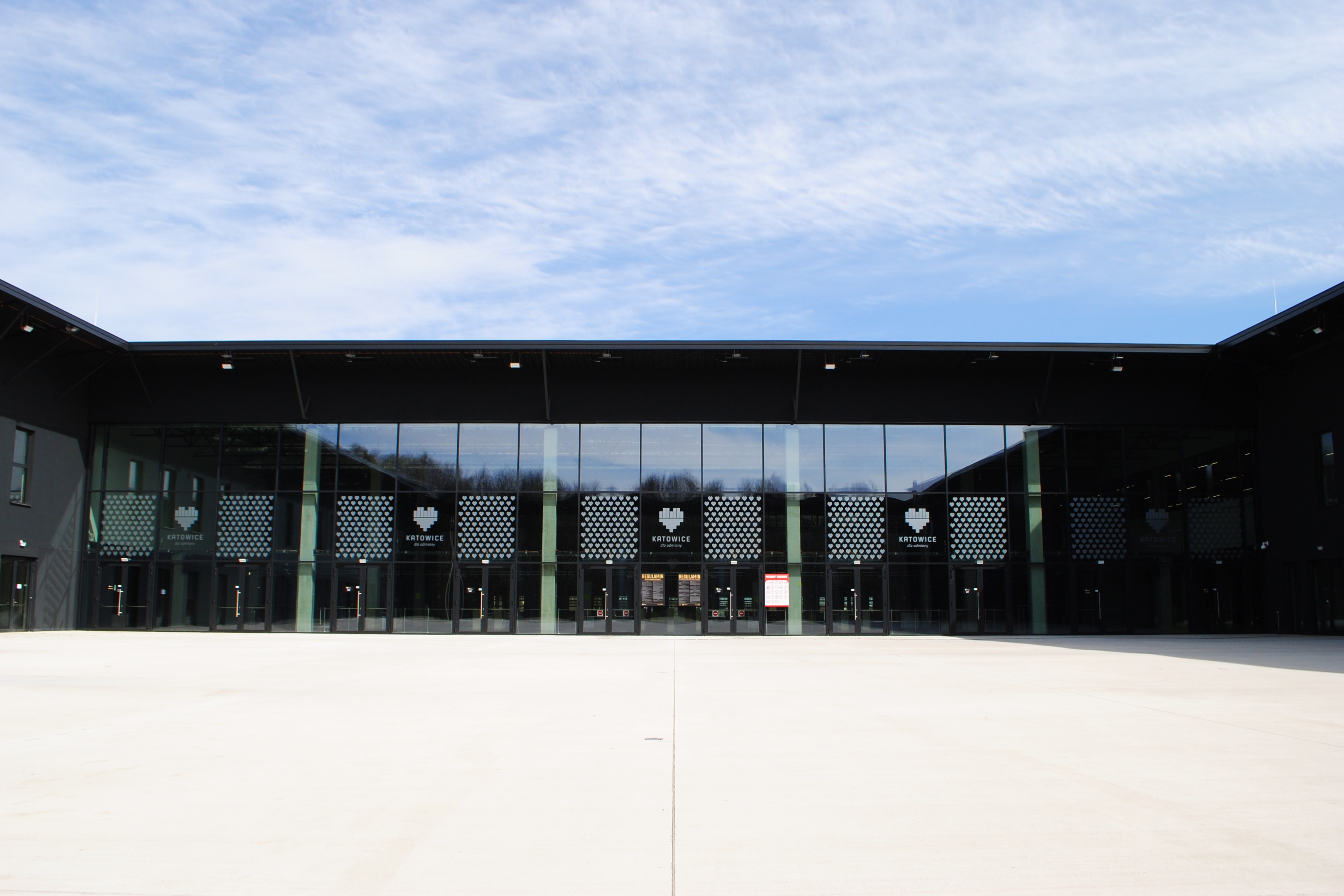
Вхід до спортивної зали (2025)

Стадіон «Арена Катовиці» розташований за адресою вулиця Нова Букова, 1, у Катовицях, поблизу вулиці Ф. Бохенського та автомагістралі А4, у західній частині району Заленська-Галда-Бринов.
Стадіон складається з одноповерхової повністю критої трибуни, що оточує футбольне поле розміром 105×68 м і вміщує 15 048 глядачів. Під похилими кутами трибун розташовані ворота, що дозволяють транспортним засобам в'їжджати на поле та забезпечують вентиляцію поля.  Стадіон з'єднаний спортивним залом на 3002 місця. Весь спортивний комплекс оточений критою колонадою з колон розміром 50×50 см, що підтримує сталеву конструкцію даху.
Площа забудови комплексу становить 37 991 м², а площа спортивної зони — 20 949 м².
Інтенсивність освітлення об'єкта становить 2283 люкс.
Комплекс оточений, серед іншого, трав'яними тренувальними майданчиками, головною автостоянкою на 11 автобусів та 252 автомобілі та об'єктами ландшафтного дизайну.
Об'єкт призначений для тренувань футболістів та футболісток, а також волейболістів команди «ГКС» (Катовиці). 

## Міжнародні матчі
У зв'язку з регламентом УЄФА, пов'язаним із вторгненням Росії в Україну, клуб «Олександрія» обрав цю арену своїм домашнім стадіоном для ігор у єврокубках на сезон 2025—2026.

## Галерея

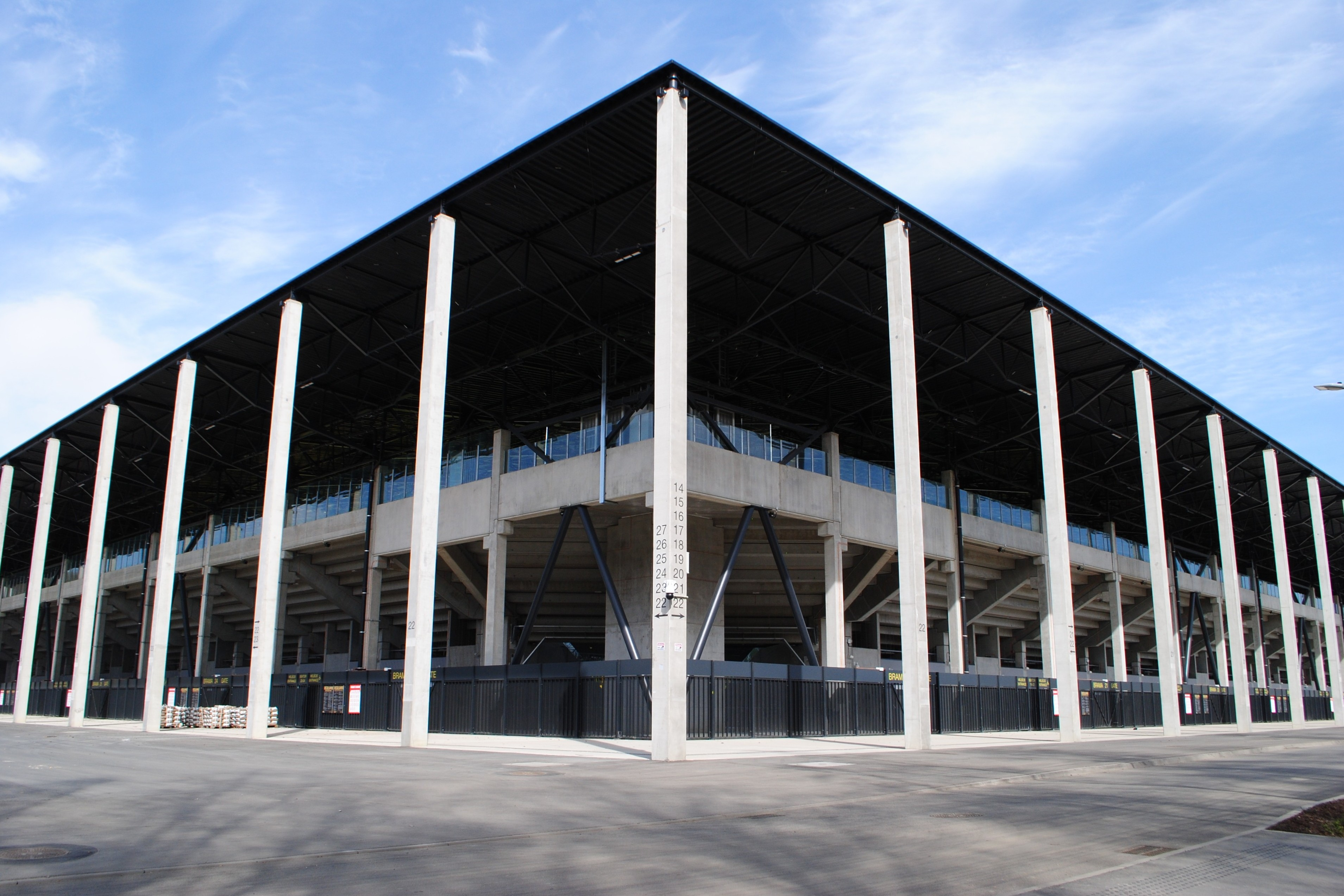
Південно-східний кут стадіону (2025)
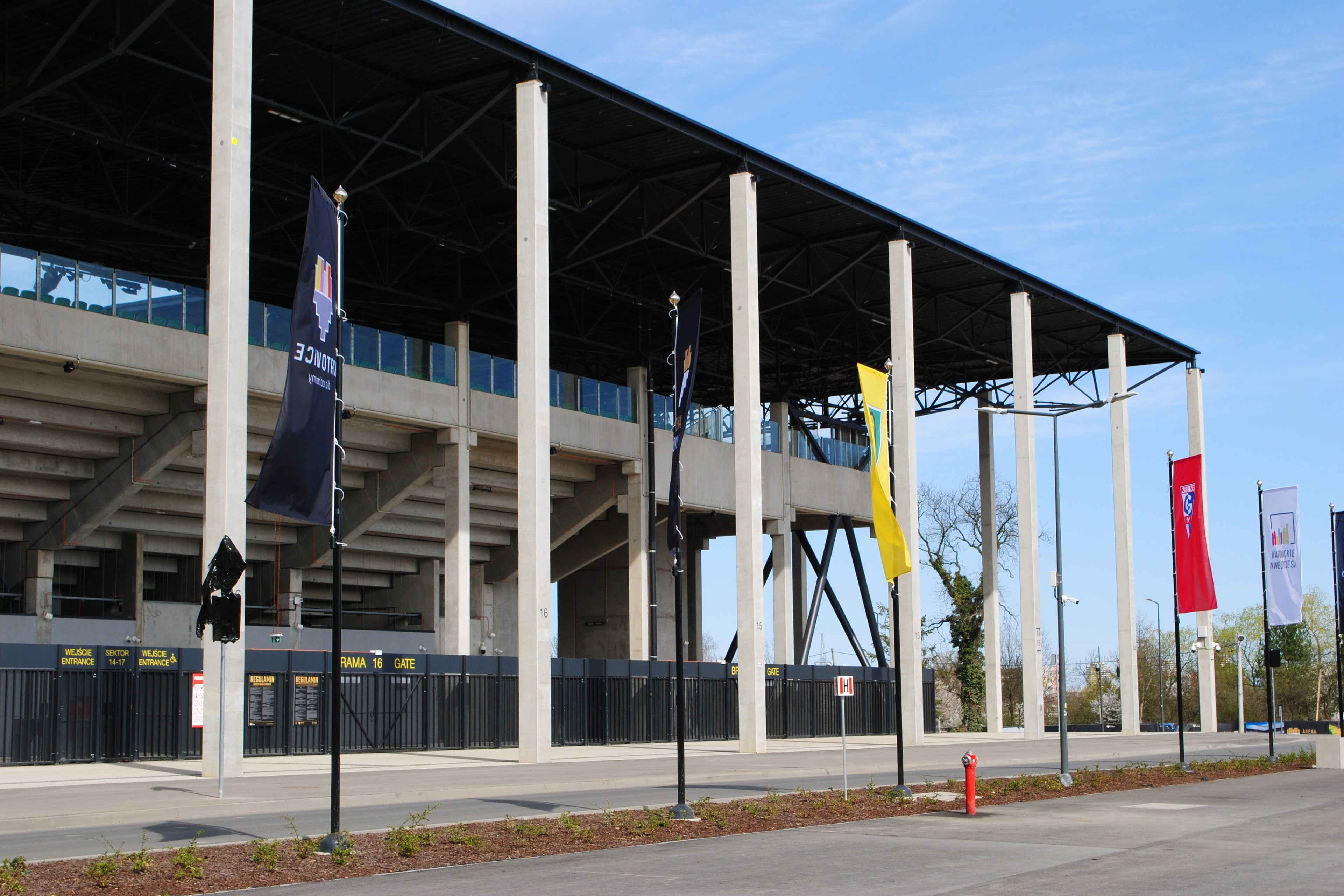
Північно-східний кут стадіону (2025)
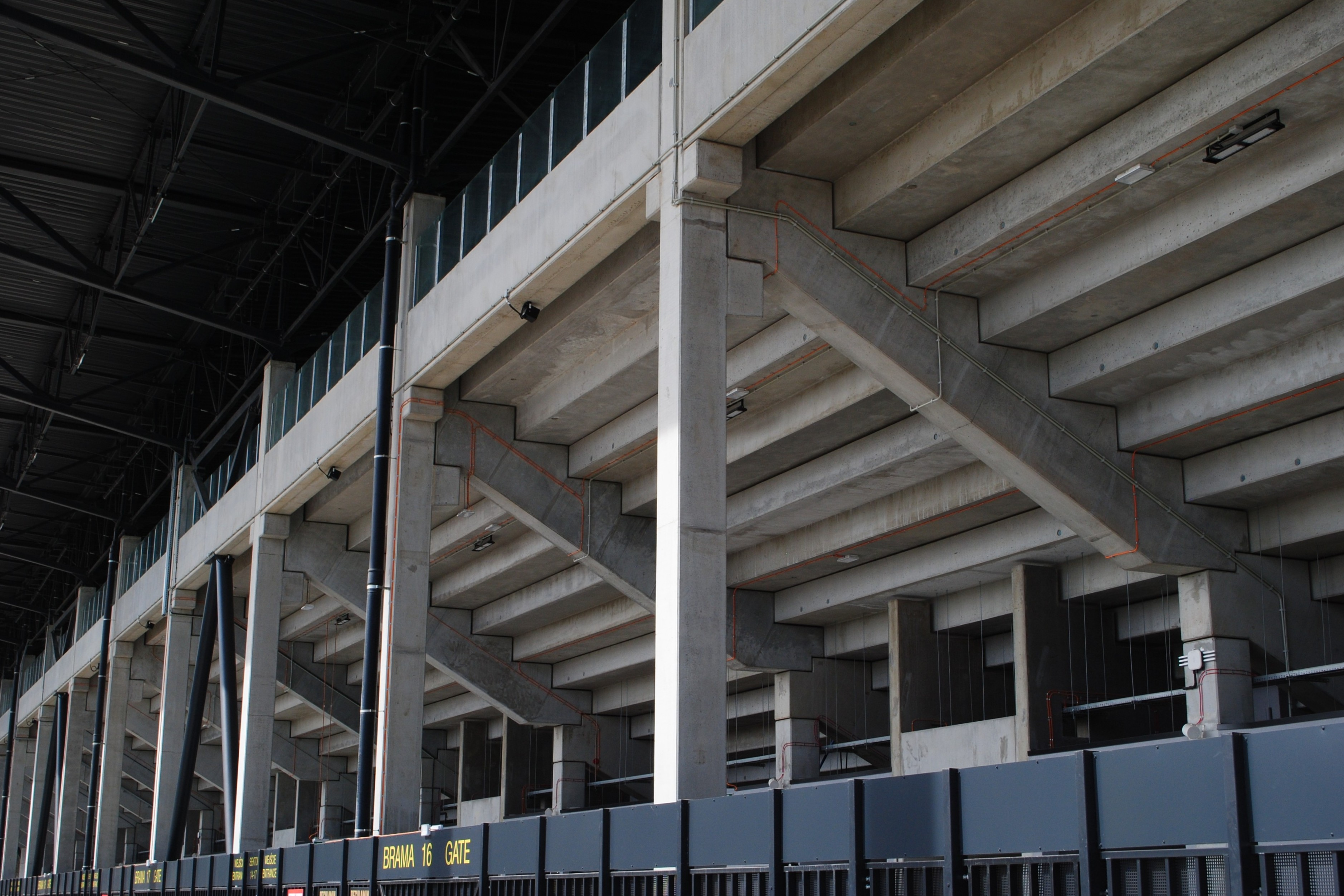
Фрагмент східної трибуни ззовні (2025)
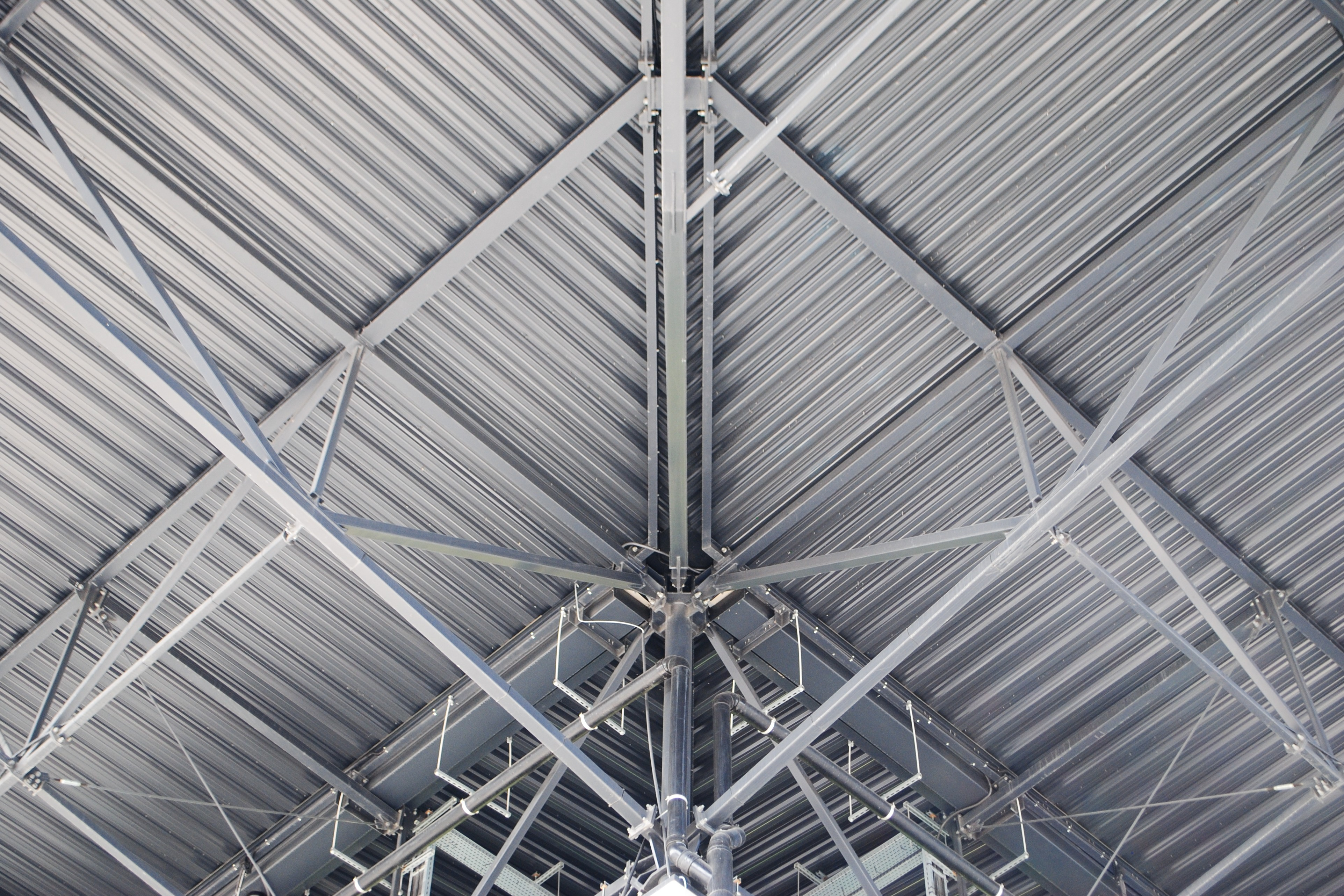
Внутрішня частина даху (2025)
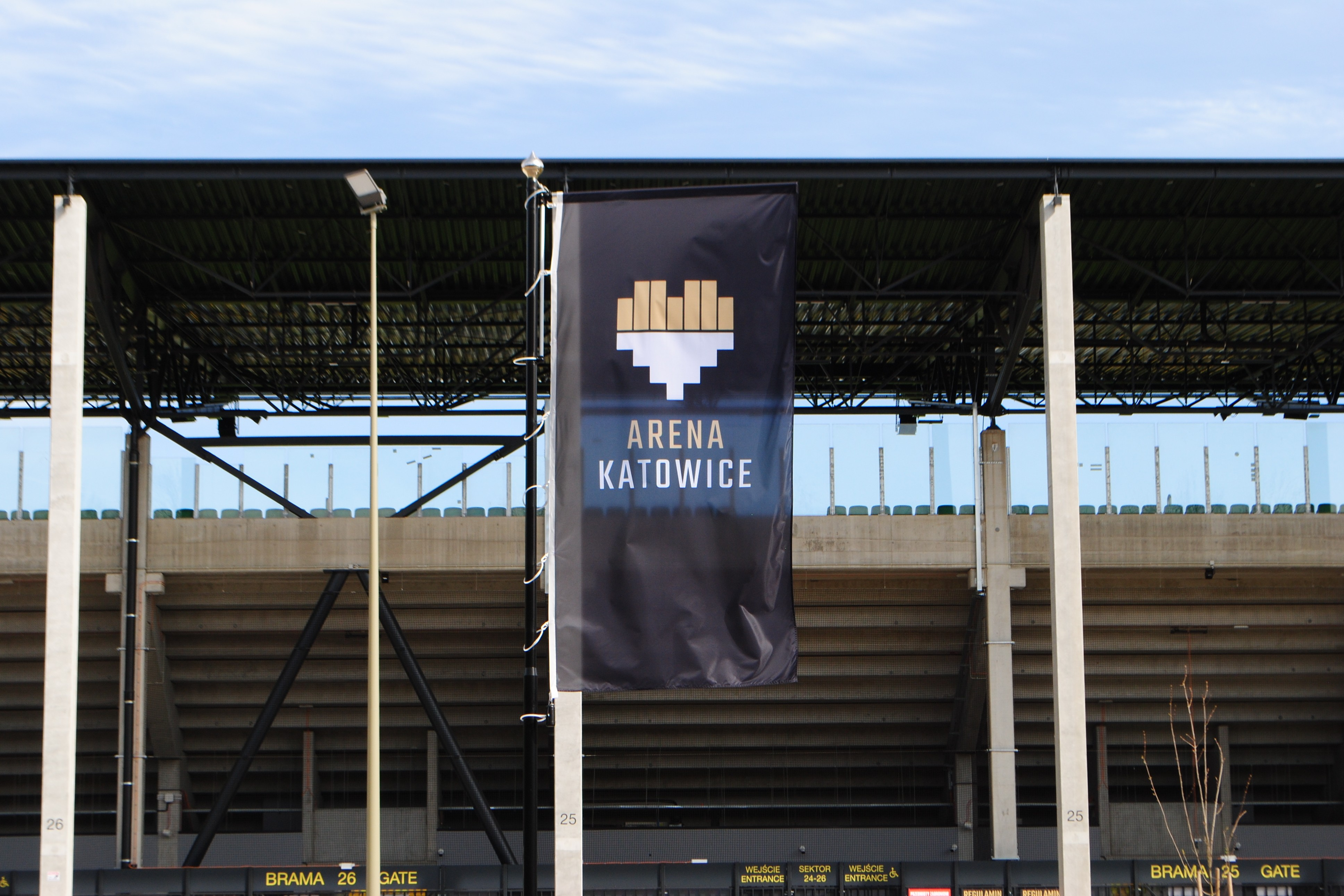
Прапор-баннер з логотипом Арени Катовиці (2025)
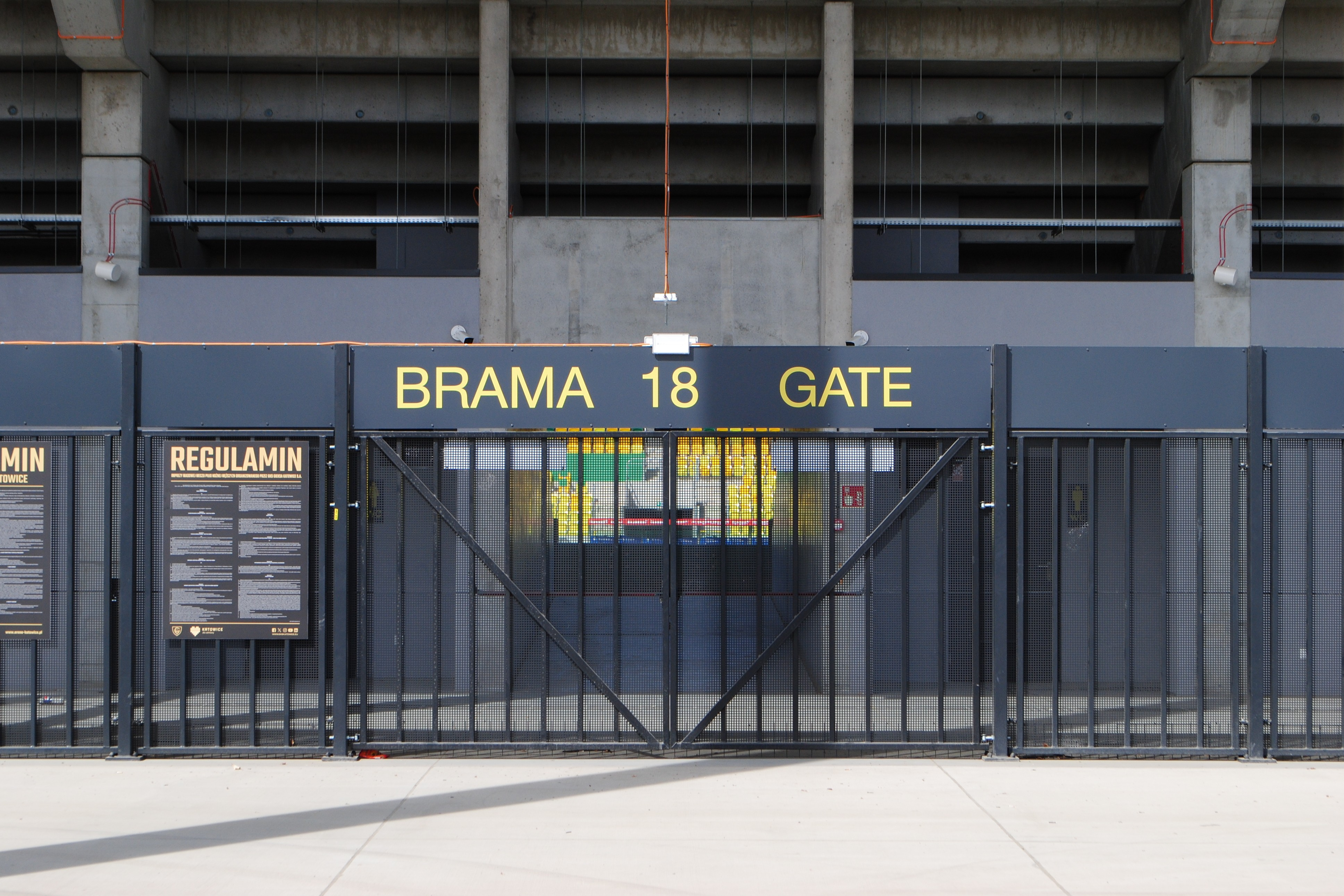
Одні зі вхідних воріт стадіону (2025)
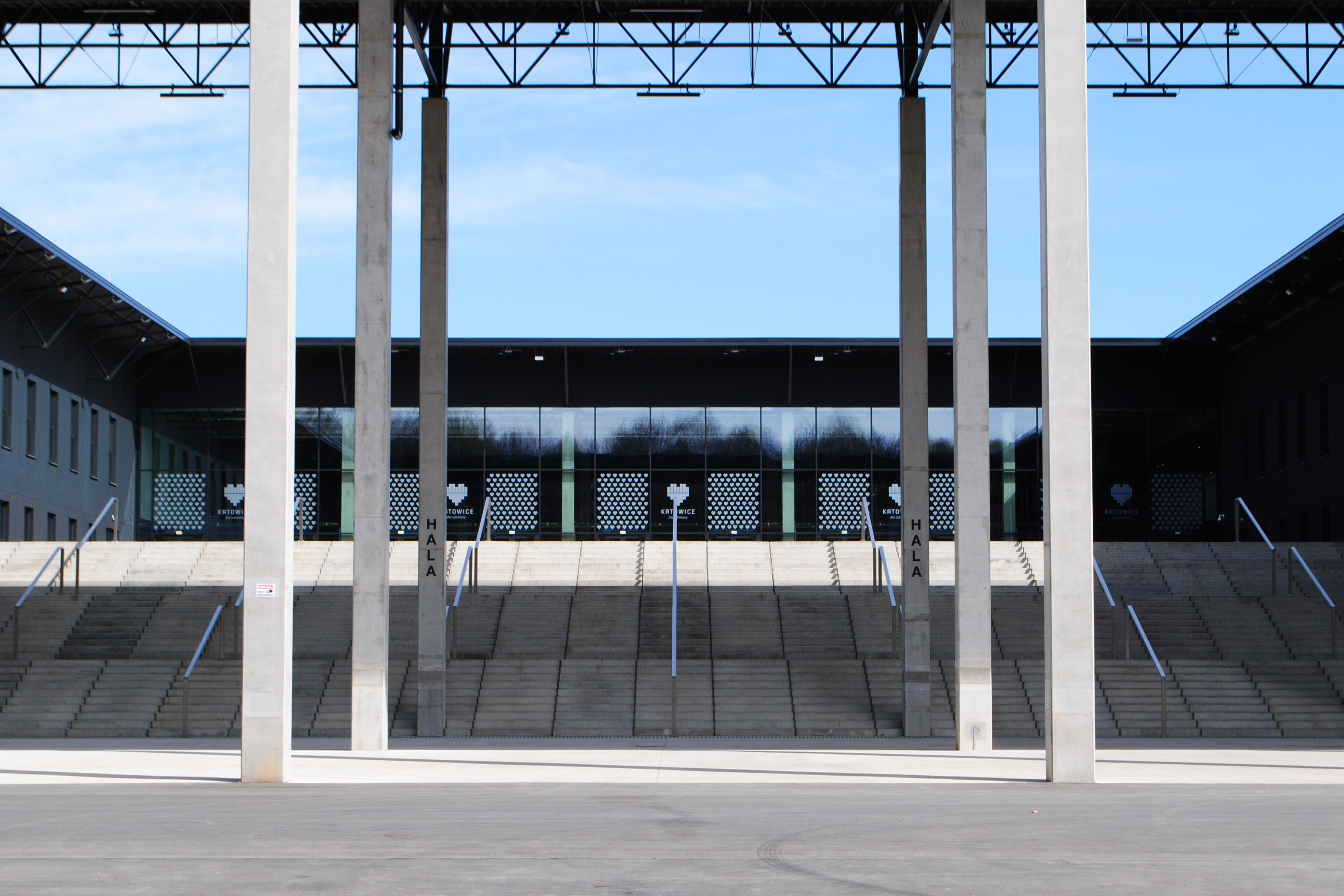
Сходи, що ведуть до спортивної зали (2025)